# 눈꽃 (2000년 드라마)
《눈꽃》은 KBS 2TV에서 2000년 11월 13일부터 2001년 1월 2일까지 방영된 월화 미니시리즈이다.

## 제작진
- 극본 : 진수완
- 연출 : 김평중
- 조연출 : 김성근, 함영훈

## 등장 인물
- 김상경 : 김태빈 역
- 윤손하 : 유선 역
- 박용하 : 서인하 역
- 채정안 : 서지호 역
- 현석 : 유세윤 역
- 박정수 : 민효선 역
- 박주아 : 한용서 역
- 이영범 : 고동만 역
- 이형철 : 장광도 역
- 노현희 : 봉선주 역
- 김세준 : 민효태 역
- 강래연 : 윤시봉 역
- 최상학 : 황보찬 역

## 참고 사항
- 당초 눈으로 보이는 가식 뒤에 숨은 빛나는 진실을 상징하는 의미인 ‘선샤인’, 음식을 둘러싼 감정교류와 화해를 담았던 ‘축제’ 등의 제목이 거론됐으나, 영화 제목으로 나온 데 이어 다소 밋밋한 느낌이 들어, 가냘프면서도 생명력을 담은 느낌이 있는 《눈꽃》으로 최종 결정됐다.[1]
- 연기자들의 전체적인 부조화를 극복하지 못한 채 기대 이하의 성적에 그쳤다.[2]